# Intersfera

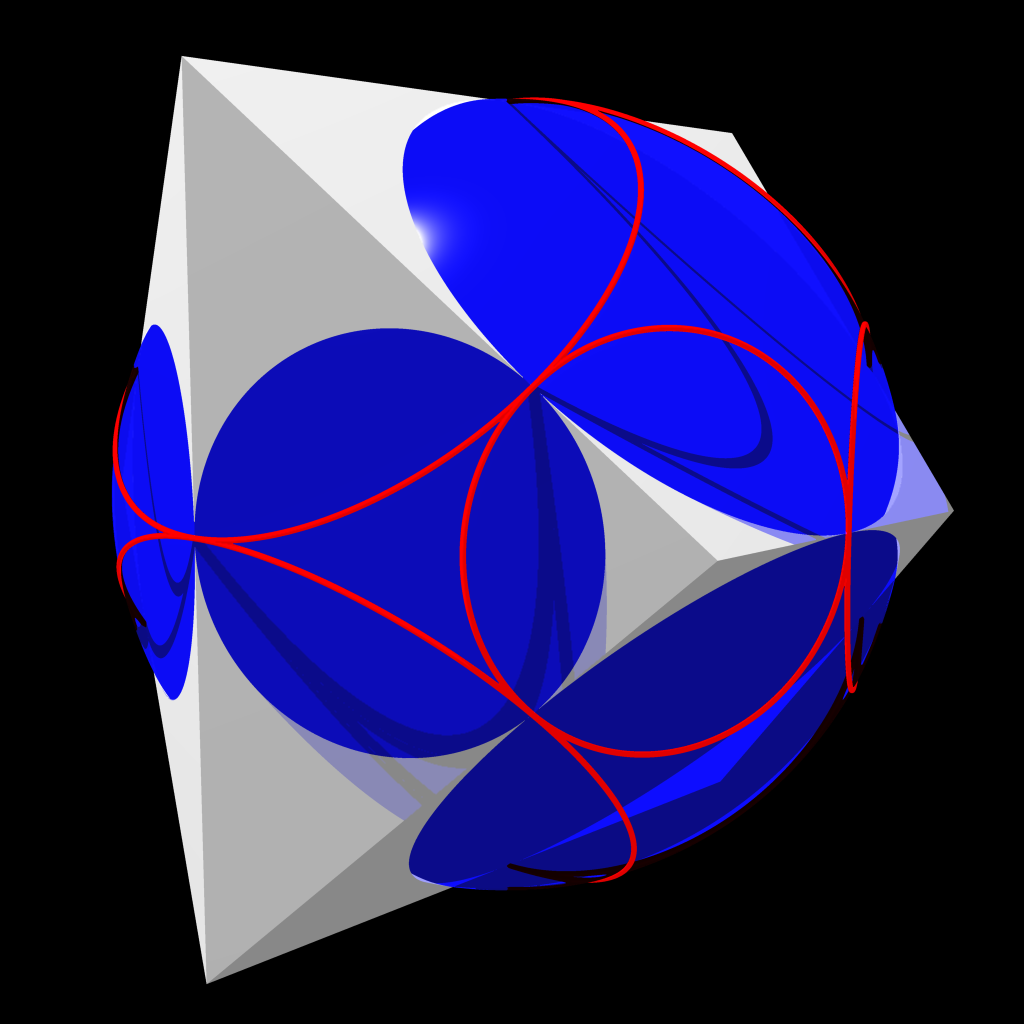
Un poliedro con la sua intersfera. I cerchi rossi indicano l'orizzonte della visuale avuta dal vertice corrispondente.

In geometria solida, l'intersfera di un poliedro (o sfera degli spigoli) è una sfera che è tangente ad ogni spigolo del poliedro. In altre parole, tocca ogni spigolo del poliedro in esattamente un punto. Il raggio dell'intersfera è detto interraggio. Il nome deriva dal fatto che l'intersfera è tra la sfera inscritta, tangente a ogni faccia del poliedro, e la sfera circoscritta, passante per ogni vertice del poliedro.
Non tutti i poliedri sono dotati di una intersfera. Ad esempio, un parallelepipedo con lati di lunghezza distinta non ha una intersfera. Le seguenti classi di poliedri sono dotati di una intersfera:
- I solidi platonici
- I solidi archimedei